# Аренные леса в Ростовской области
Аренные леса в Ростовской области — леса, растущие в замкнутых впадинах пониженных мест, временно или постоянно заполненные водой. Местами размещения аренных лесов служат  песчаные надпойменные террасы крупных рек и их притоков - а р е н ы, образующие песчаные массивы. Основные площади песчаных массивов сосредоточены в среднем  течении Дона.
У казаков аренные леса носят названия "е н д о в ы" по образу древнерусской широкой чаши.

## Описание
Аренные леса состоят из березняков, дубрав, осинников, ольшаников. На песках больше культивируют сосну.
Встречаются аренные леса на всех крупных песчаных массивах, входя в состав комплексной песчаной растительности.
|  | Своеобразие облесения заключаются в том, что лесные сообщества здесь не образуют сплошных участков, сосредоточены только в различного рода понижениях, чаще округлых и блюдцеобразных, вследствие чего такие леса часто называют "к о л к а м и".[Зозулин,1992, С.90] |

В Верхнедонском районе вдоль реки Песковатки (левый приток Дона) тянется крупный Песковатинский песчаный массив. В Шолоховском районе расположен обширный Вёшенский песчаный массив. Эти два массива составляют Среднедонской песчаный массив (с урочищем Паники).

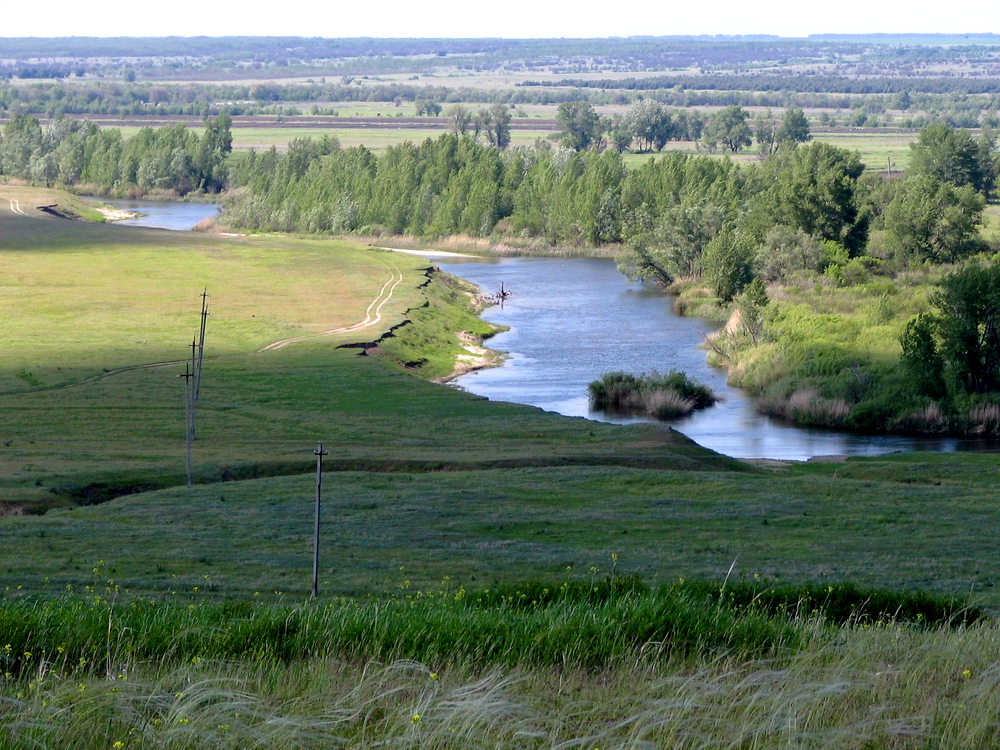
Река Чир

Песчаных массивов в нижнем течении Дона меньше. Самый крупный из них юго-восточный Доно-Цимлянский песчаный масив (с урочищем Кучугуры), расположенный на правобережье Дона. Притоки Дона сопровождаются менее крупными песчаными массивами. Из них самые заметные: Нижнекундрюченский (расположен в междуречье реки Северский Донец и впадающей в него реки Кундрючья), Митякинский (занимает левобережье реки Деркул), Обливский (с урочищами Чернышевские пески, Санеевские пески, Обливские пески) расположен по левому берегу реки Чир. Есть и более мелкие песчаные массивы, например, Романовский, расположенный ниже Цимлянского водохранилища.
Флора аренных лесов беднее флоры байрочных и пойменных, насчитывает 383 вида, из которых 210 лесных, а собственно лесных - 94 вида.
Г.М. Зозулин выделяет 4 основных, широко распространённых и 5 второстепенных, менее распространённых  формаций. К основным относятся дубравы, березняки, осинники и ольшаники, к второстепенным - белотополёвники, осокорники, берестняки, вязовники и ивняки.
Дубравы - это главная формация на Среднедонском песчаном массиве, реже она встречается на аренах по Северскому Донцу и Калитве и на Нижнекундрюченском песчаном массиве. На рыхлых слабоглеевых песках с повышенным уровнем грунтовых вод размещаются березняки. Осинники занимают понижения с заметно засоленными почвами и уровнем залегания грунтовых вод не ниже 1 м. 
Встречаются чисто осиновые и чисто берёзовые колки, но чаще они бывают смешанными - берёзово-осиновыми или осиново-берёзовыми. Берёзовые и осиновые колки характерны для всех песчаных арен, но больше всего их на Доно-Цимлянском песчаном массиве.
Ольшаники развиваются в глубоких мокрых понижениях с лугово-болотными почвами и с высоким залеганием грунтовых вод. Они встречаются почти на всех песчаных массивах, очень много их в долине Северского Донца, на Нижнекундрюченском и Митякинском песчаных массивах.
На песчаных аренах господствуют ивняки, состоящие из кустарниковых ив. На Песковатинском песчаном массиве и на Обливских песках встречаются можжевеловники - с можжевельником казацким. 

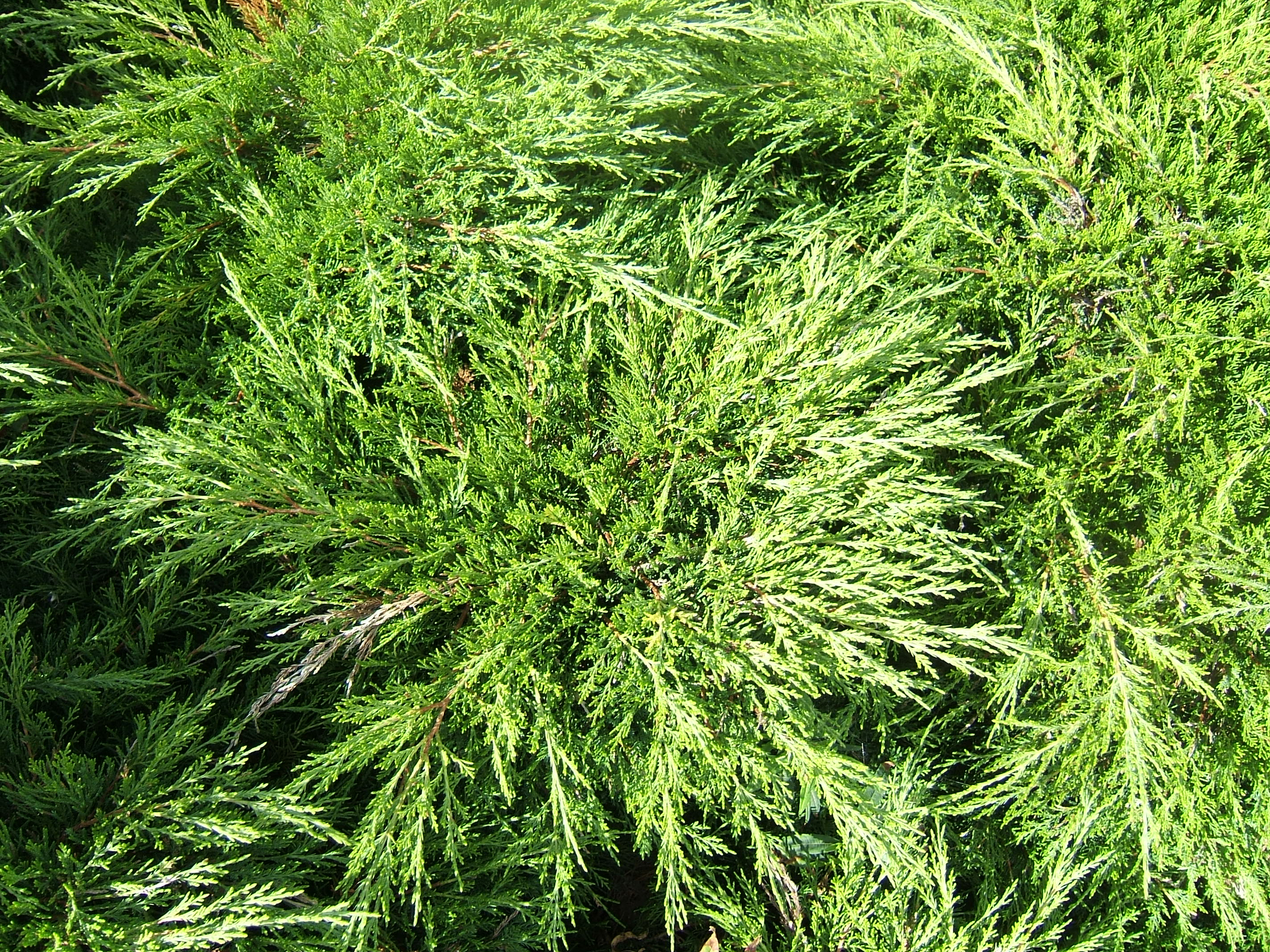
Можжевельник казацкий

Большой интерес вызывают о с т а н ц ы далёкой, некогда существовавшей северной флоры, дошедшие до нас из глубины веков и уцелевшие со времён ледникового периода. Этих "живых ископаемых" называют р е л и к т а м и [от лат. relictum - остаток], то есть остатками флоры прошлых геологических эпох. Остатки мхов, плаунов,  папоротников и некоторых цветковых растений смогли сохраниться здесь, среди песков, только благодаря влажности и выщелоченности песчаных почв. Многие из них занесены в Красные книги. Из зелёных мхов: политрихум обыкновенный (кукушкин лён) встречается на Вёшенском и Доно-Цимлянском песчаных массивах. Из белых мхов - несколько видов рода сфагнум: сфагнум магелланский, найденный  на Доно-Цимлянском песчаном массиве, сфагнум болотный и  сфагнум оттопыренный, отмечены на Доно-Цимлянском и Нижнекундрюченском песчаных массивах; сфагнум извилистый встречается только на Нижнекундрюченском песчаном массиве.
Из плаунов: плаун булавовидный и ликоподиелла заливаемая на Доно-Цимлянском песчаном массиве. Из папоротников: ужовник обыкновенный с единственном местонахождением на Доно-Цимлянском песчаном массиве, кочедыжник женский (женский папоротник) найден на Вёшенском и Нижнекундрюченском песчаных массивах, щитовник гребенчатый и телиптерис болотный отмечены на многих песчаных массивах.
Из цветковых растений на Нижнекундрюченском песчаном массиве обнаружены северные виды орхидей, северные осоки, букашник горный.
Редчайшие из орхидных, внесённые в Красную книгу РСФСР ятрышники: ятрышник болотный, ятрышник клопоносный, ятрышник-дремлик.

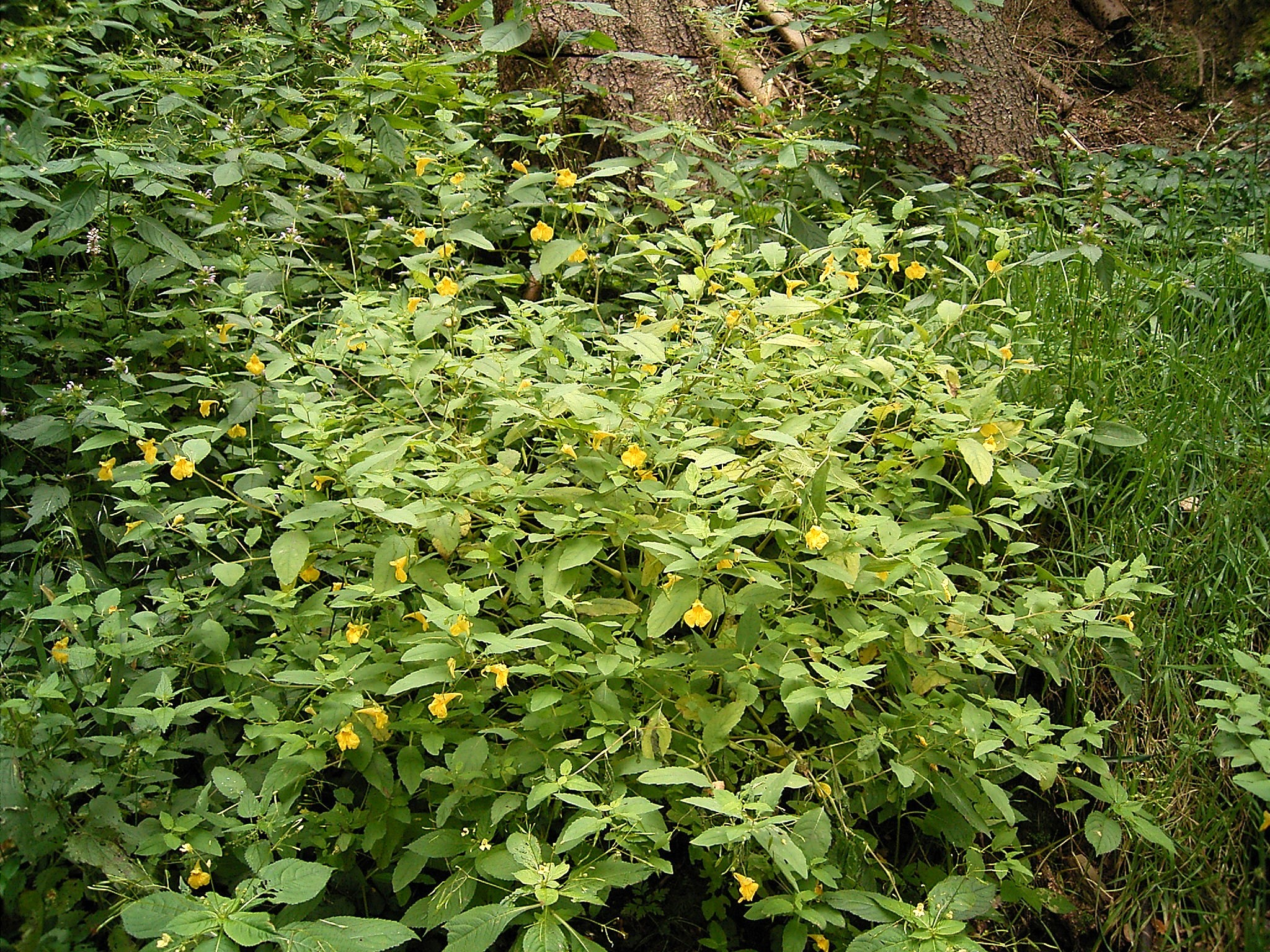
Недотрога обыкновенная

Из орхидных Красной книги Ростовской области на песчаных массивах встречаются: дремлик чемерицевидный и дремлик болотный, любка двулистная, пальчатокоренник мясокрасный, а из семейства бальзаминовых - недотрога обыкновенная.

## Памятники природы
Многие территории Ростовской области, занятые аренными лесами отнесены к памятникам природы.
В Верхнедонском районе к памятникам природы, занятыми аренными лесами относятся:
- Урочище «Калинов куст» – аренный берёзово-осиновый лес на участке притеррасной поймы.

В Усть-Донецком районе к памятникам природы относятся:
- Кундрюченские пески представляют собой междуречный песчаный массив, включают дубовые, ольховые и берёзовые колки, песчаные степи и луга, фрагменты барханных песков.

В Шолоховском районе к памятникам природы относятся:
- Дуб великан – уникальный объект природы – дерево-долгожитель, которому более 400 лет. Рядом с «дубом-патриархом» растут ещё два «дуба-богатыря». Все они – остатки древней аренной дубравы. В границы памятника входит прилегающая территория в качестве охранной зоны вокруг дуба, где имеются аренные ольшаники, луговая и песчано-степная растительность.
- Урочище «Паники» – участки разнотравно-злаковой песчаной степи в сочетании с берёзовыми и осиновыми колками аренных лесов (произрастающих на песчаных массивах). Эталон природы на второй надпойменной песчаной террасе левобережья Среднего Дона.